# Маршево (Конінський повіт)
Маршево (пол. Marszewo) — село в Польщі, у гміні Клечев Конінського повіту Великопольського воєводства.
Населення — 214 осіб (2011).
У 1975-1998 роках село належало до Конінського воєводства.

## Демографія
Демографічна структура станом на 31 березня 2011 року:
|          | Загалом | Допрацездатний вік | Працездатний вік | Постпрацездатний вік |
| -------- | ------- | ------------------ | ---------------- | -------------------- |
| Чоловіки | 107     | 24                 | 69               | 14                   |
| Жінки    | 107     | 20                 | 61               | 26                   |
| Разом    | 214     | 44                 | 130              | 40                   |